# Персонифицированный Бог
Персонифицированный Бог — божество, которое может быть соотнесено с личностью, в отличие от «деперсонифицированной силы», такой как Абсолют, абсолютный дух, абсолютная идея.
В священных книгах авраамических религий Бог описывается как личность, говорящая от первого лица, проявляющая эмоции, такие как гнев или гордость, и время от времени появляющийся в антропоморфном облике. Например, в Пятикнижии Бог говорит с пророками, обладает волей, эмоциями (гнев, горе, счастье), намерениями и другими чертами, характерными для человеческой личности.
Личные отношения с Богом похожи на отношения с людьми, например, с отцом (Бог Отец), как в христианстве, или с другом, как в суфизме.
Опрос, проведённый в 2008 году исследовательским центром Pew Research Center, показал, что 60 % взрослых американцев верят в персонифицированного Бога и 25 % — в бога как «безличную силу».

### Христианство
- The Holy Spirit - A Person or Power? Архивная копия от 12 июня 2008 на Wayback Machine
- [christianity.about.com/od/topicalbiblestudies/a/whoisholyspirit_2.htm Who is the Holy Spirit?] Архивная копия от 27 июля 2011 на Wayback Machine